# Neuquenaphis chilensis
Neuquenaphis chilensis är en insektsart som beskrevs av Essig 1953. Neuquenaphis chilensis ingår i släktet Neuquenaphis och familjen långrörsbladlöss. Inga underarter finns listade i Catalogue of Life.